# Zingcicadeachtigen
Cicadomorpha of zingcicadeachtigen zijn een infraorde van insecten die behoren tot de orde halfvleugelige insecten (Hemiptera) en de onderorde cicaden (Auchenorrhyncha)

## Taxonomie
De volgende taxa zijn bij de infraorde ingedeeld:
- Superfamilie Cercopoidea
- Superfamilie Cicadoidea
- Superfamilie Membracoidea
- Superfamilie  † Hylicelloidea
- Superfamilie  † Palaeontinoidea
- Superfamilie  † Prosboloidea
- Superfamilie  † Scytinopteroidea